# Institut Ramon Muntaner
L'Institut Ramon Muntaner és un institut d'ensenyament secundari ubicat a la ciutat de Figueres fundat l'any 1839 pel pare Julián González de Soto; és l'institut públic i laic més antic d'Espanya. L'edifici del centre està protegit com a bé cultural d'interès local.

## Història

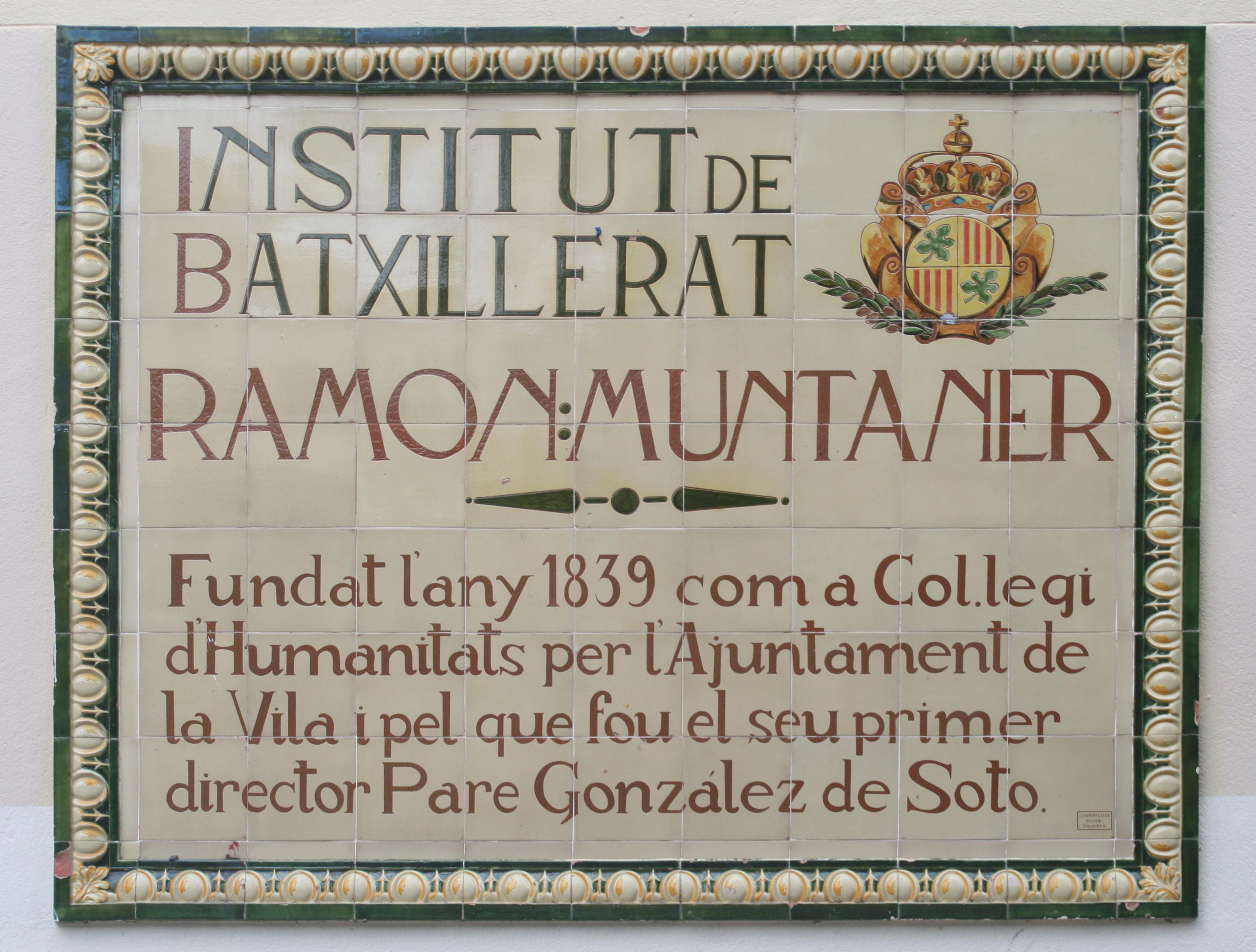
Placa que es troba just al costat de la porta d'entrada de l'Institut

La història del centre ha estat marcada pels esdeveniments viscuts la regió.
La creació del centre educatiu fou entre els anys 1817 i 1826, degut al trasllat del convent dels franciscans, que havia sigut afectat per la Guerra del Francès i no permesa llur reconstrucció. L'església ocupava el lloc de l'actual Parròquia de la Immaculada. Degut a la desamortització de 1835, la comunitat abandona el convent i el 1839 s'hi instal·la la primera escola d'Humanitats d'Espanya promoguda per González de Soto, en tornar de França. L'any 1839 l'actual Institut Ramon Muntaner s'anomenava Col·legi d'Humanitats i formà part d'un conjunt d'iniciatives que distingiren Figueres com a ciutat moderna i culturalment avançada.
Fins al col·legi figuerenc, tots els centres d'ensenyament mitjà estaven en mans d'organitzacions catòliques; vist el tarannà liberal i republicà de la Figueres vuitcentista, es va voler aprofitar proverbial coincidència; d'una banda podien disposar, cedit per l'Estat, de l'edifici que allotjaria el Centre: el claustre franciscà, construït el 1827 afectat per la desamortització de Mendizábal de 1835.

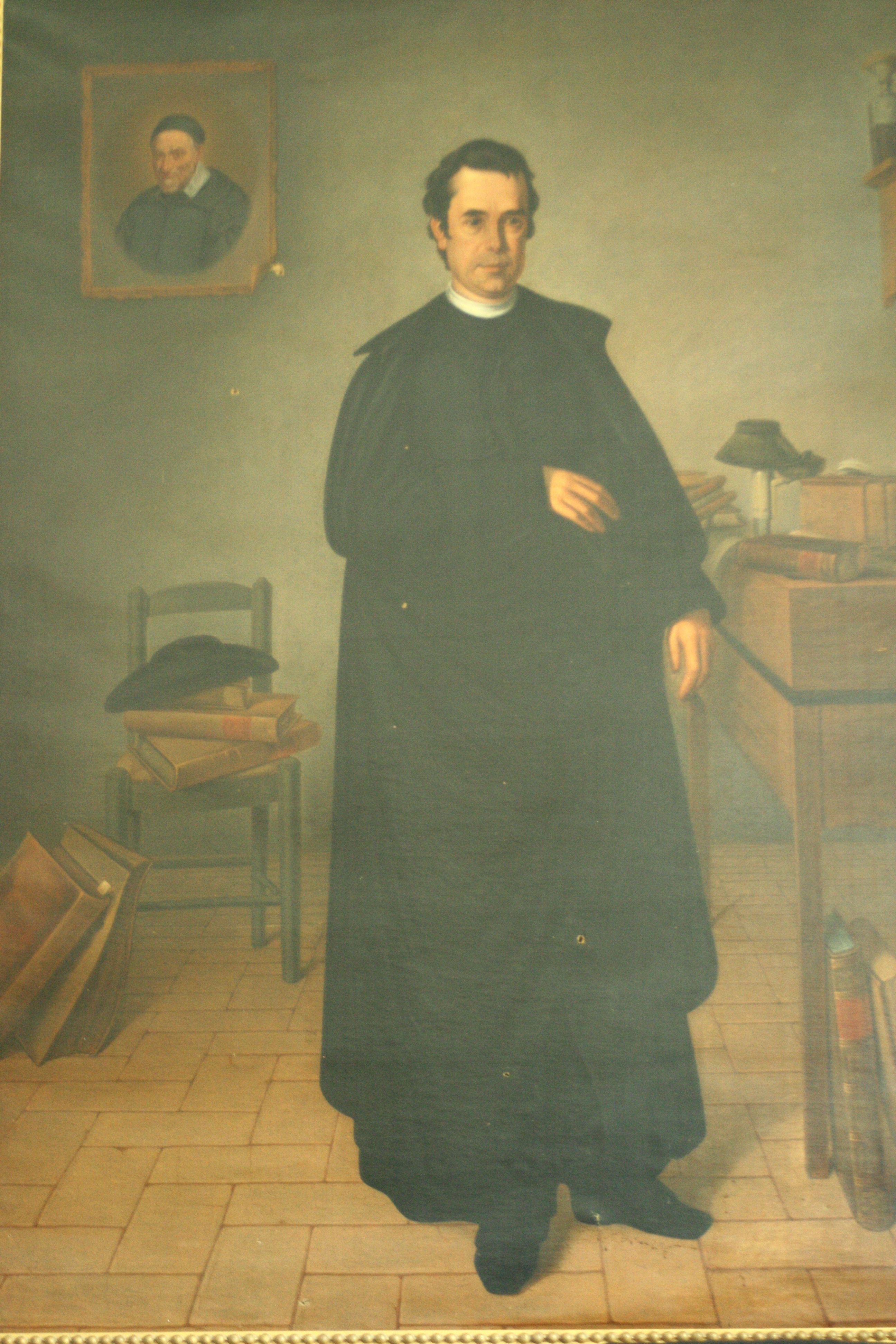
Julián González de Soto

A l'inici va ser un establiment de tercera classe però ja el 1847 va ser promogut de primera classe, mercès a la intervenció de l'advocat agrònom empordanès, Narcís Fages de Romà.
L'institut havia guanyat prestigi a la universitat de Barcelona, de la qual depenia, per la bona preparació dels batxillers que allà acudien a seguir estudis; alhora, el centre físicament anava millorant i prenent més relleu social. El 1876 actuava ja com a institut, perquè s'incorpora a ell l'Escola Granja de Fortianell -Escola d'Agricultura- que ocuparà la façana que dona a les Nacionals. El 1877 i gràcies a les terres obtingudes per la companyia del ferrocarril es va poder anivellar el carrer i fer l'actual plaça de l'Institut.

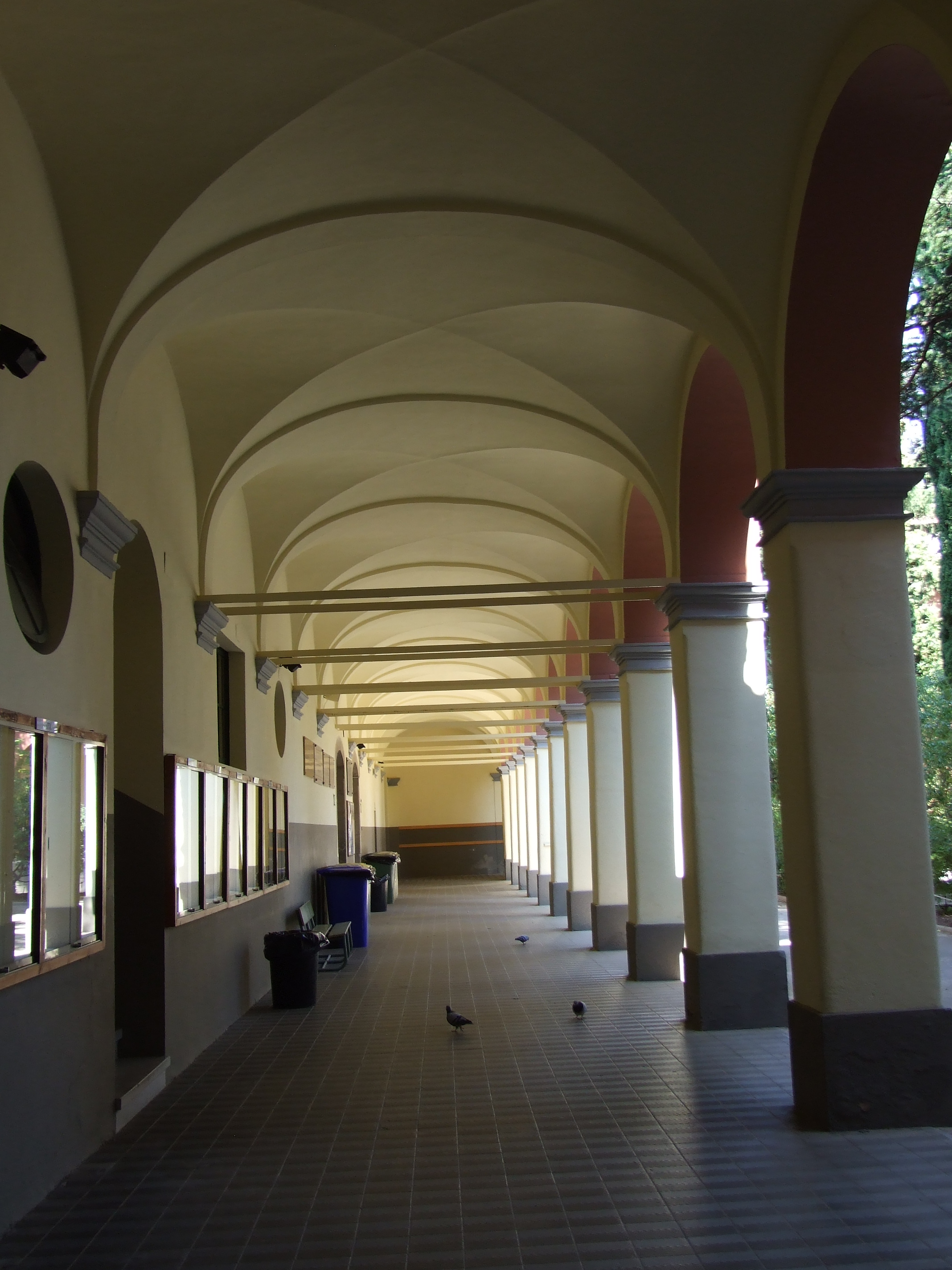
Claustre

## Edifici
L'edifici de l'institut és neoclàssic de principi del segle xix. Està inclòs en l'Inventari del Patrimoni Arquitectònic de Catalunya. Està situat al costat de l'església de la Immaculada. És un edifici de planta baixa i dos pisos.
La façana està ordenada amb un cos central i dos cossos, un a cada banda amb finestres al primer i segon pis, amb pintures geomètriques decoratives entre les finestres d'aquest segon pis. De la façana destaca el cos central que recorda a una església renaixentista. Encoixinat fins al primer pis, i en el segon un balcó amb l'obertura emmarcada per una motllura i dos gran volutes a cada costat del balcó. Continua amb una gran cornisa que dona lloc a dues volutes més petites que les anteriors i que sostenen un frontó. Pel que fa al seu interior tot l'edifici se situa al voltant d'un claustre, de planta quadrangular, que en l'actualitat presenta uns arcs de mig punt, amples, sostinguts per columnes de fust gruixut i quadrat. Un dels costats presenta un sòcol de pedra d'uns 75 cm d'alçada que el tanca. Hi ha una petita entrada en la part central d'aquest costat.
A la planta baixa s'hi ubiquen: les sales de professors, despatxos, i cinc aules; els lavabos, l'habitatge del bidell, i laboratori. Totes les dependències estan retocades. El primer pis presenta aules, i el que havia estat l'antiga biblioteca i un petit museu. El costat dret ha sofert la reforma d'un segon pis, totalment nou, -1974 aproximadament-. Les parts visibles i no retocades, de l'antic edifici, són de construcció senzilla, sense ornamentació. Té una façana que dona al Col·legi Sant Pau on es conserva una clau de volta datada del 1556 amb una figura exempta, que podria ser la mare de Déu. Aquesta clau es trobava a l'antic convent, i seria on se situarien les cambres dels monjos.

## Docents
- Els historiadors Antoni Papell, Jaume Vicens i Vives, Santiago Sobrequés, Alexandre Deulofeu i Albert Compte[6]
- El professor, filòleg i escriptor Joan Manuel Soldevilla.
- En va ser director en Ramon Reig i Corominas.[7]

## Alumnes

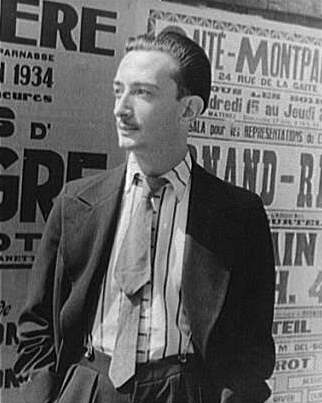
Salvador Dalí alumne famós de l'Institut

- Els polítics Carles Pi i Sunyer, Francesc Cambó, Frederic Rahola i Trèmols, Alexandre Lerroux, Joan Armangué, els germans Josep i Emili Pallach, el senador Narcís Oliveras.[7]
- Els historiadors Joaquim Pla i Cargol i Josep Maria Bernils.[7]
- Els pintors Evarist Vallès i Rovira i Salvador Dalí i Domènech.[7]

## Premi de narrativa Maria Àngels Anglada
El 2004, l'institut va instaurar el Premi de narrativa Maria Àngels Anglada per tal de contribuir al foment de la literatura catalana i de mantenir viva la memòria de l'escriptora Maria Àngels Anglada i d'Abadal.
- 2004 Emili Teixidor, Pa Negre
- 2005 Carme Riera, La meitat de l'ànima
- 2006 Joan-Daniel Bezsonoff, Les amnèsies de Déu
- 2007 Imma Monsó, Un home de paraula
- 2008 Quim Monzó, Mil cretins
- 2009 Joan Francesc Mira El professor d'història
- 2010 Màrius Carol, L'home dels pijames de seda
- 2011 Sergi Pàmies, La bicicleta estàticat
- 2012 Jaume Cabré, Jo confesso[9]
- 2013 Lluís Llach i Grande, Memòria d'uns ulls pintats
- 2014 Rafael Nadal i Farreras Quan en dèiem xampany
- 2015: Vicenç Pagès per Dies de frontera[10]
- 2016: Teresa Colom per La senyoreta Keaton i altres bèsties[11]
- 2017: Pep Puig per La vida sense la Sara Amat[12]
- 2018: Tina Vallès per La memòria de l'arbre[13]
- 2019: Joan Lluís-Lluís per Jo soc aquell que va matar Franco[14]
- 2020: Irene Solà per Canto jo i la muntanya balla[14]
- 2021: Miquel Martín i Serra per La drecera[15]

## Publicacions
Edicions de l'institut
- Pasquet, Rafael (ed.), Breu elogi del llibre, Institut Ramon Muntaner, Figueres 1984.

Edicions sobre l'institut

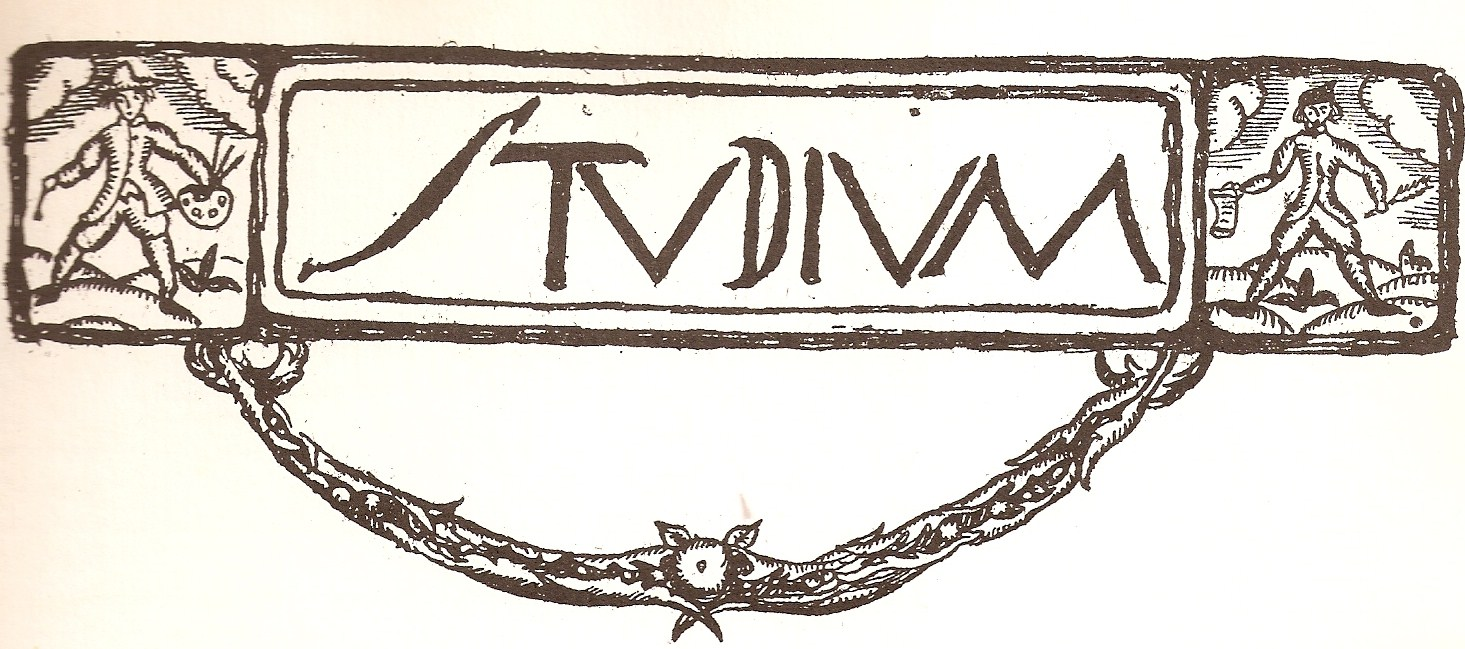
Capçalera original de la revista Studium

- Guillamet, Ferrerós, Pasquet, Studium, la revista del jove Dalí, Brau edicions, Figueres 2003.
- Guillamet, Ferrerós, Pasquet, Dalí, Miravitlles, Reig, Turró, Xirau. Revista Studium, Edicions Federals, Figueres 1989.
- Bernills i March, Josep Maria 150 anys de l'Institut Ramon Muntaner, Editorial Empordà, Figueres 1989.
- Rodeja Galter, Eduard, Notas históricas sobre el Instituto Nacional de Enseñanza Media de Figueres, Figueres, Figueres, INEM de Figueres, 1940